# Österreich-Cup 2014/15
Der Österreich-Cup war ein 2014/15 ausgetragener Eishockey-Pokalwettbewerb für österreichische Mannschaften, welche parallel an der supranationalen Inter-National-League teilnahmen. Gewinner des Cups war die VEU Feldkirch.

## Geschichte
Nach der Saison 2013/14 kam es zu einer personellen Neuorganisation des italienischen Eishockeyverbandes. Im Zuge dessen wurde den italienischen Mannschaften eine weitere Teilnahme an der Inter-National-League untersagt, wodurch das Teilnehmerfeld der Liga von 15 auf 11 Mannschaften schrumpfte. Der Österreichische Eishockeyverband reagierte darauf mit der Gründung eines Cup-Wettbewerbs, der parallel zum Ligabetrieb ausgetragen werden und den österreichischen Clubs zusätzliche Heimspiele sichern sollte.
In der einzigen ausgetragenen Saison wurde von den sechs Mannschaften zwischen Oktober und Februar eine einfache Hin- und Rückrunde absolviert (10 Spiele). Die Wertung erfolgte nach der Drei-Punkte-Regel; bei einem Unentschieden nach sechzig Minuten folgten eine Overtime und gegebenenfalls ein Penaltyschießen.
Das Spiel des EHC Lustenau gegen die Kapfenberg Steelers vom 3. Februar 2015 wurde mit einem 5:0-Ergebnis strafbeglaubigt. Grund hierfür war, dass die Steelers aufgrund verletzungsbedingter Ausfälle um eine Spielverschiebung angesucht hatten, der jedoch vom Verband nicht stattgegeben wurde.

## Grunddurchgang
| Rang | Team                | SP | S | N  | SNV | NNV | SNP | NNP | Tore  | TVH | PKT |
| ---- | ------------------- | -- | - | -- | --- | --- | --- | --- | ----- | --- | --- |
| 1    | VEU Feldkirch       | 10 | 8 | 2  | 0   | 0   | 1   | 0   | 51:26 | +25 | 23  |
| 2    | EHC Bregenzerwald   | 10 | 7 | 3  | 1   | 1   | 0   | 0   | 38:29 | +9  | 21  |
| 3    | EK Zell am See      | 10 | 6 | 4  | 1   | 1   | 0   | 0   | 42:41 | +1  | 18  |
| 4    | EHC Lustenau        | 10 | 5 | 5  | 0   | 0   | 0   | 1   | 41:32 | +9  | 16  |
| 5    | Steelers Kapfenberg | 10 | 4 | 6  | 0   | 0   | 0   | 0   | 30:44 | −14 | 12  |
| 6    | EC Kitzbühel        | 10 | 0 | 10 | 0   | 0   | 0   | 0   | 19:49 | −30 | 0   |

## Statistik
| Topscorer | Topscorer       | Topscorer  | Topscorer     | Topscorer | Topscorer | Topscorer | Topscorer | Topscorer |
| Rang      | Spieler         | Nat        | Team          | SP        | T         | V         | PKT       | SM        |
| --------- | --------------- | ---------- | ------------- | --------- | --------- | --------- | --------- | --------- |
| 1         | Petr Vala       | Tschechien | Zell am See   | 9         | 10        | 12        | 22        | 6         |
| 2         | Dylan Stanley   | Kanada     | Feldkirch     | 10        | 7         | 14        | 21        | 6         |
| 3         | Linus Lundström | Schweden   | Bregenzerwald | 10        | 9         | 11        | 20        | 8         |
| 4         | Dániel Fekete   | Ungarn     | Feldkirch     | 8         | 7         | 11        | 18        | 6         |
| 5         | Igor Rataj      | Slowakei   | Zell am See   | 9         | 10        | 6         | 16        | 10        |

| Torhüter | Torhüter      | Torhüter   | Torhüter      | Torhüter | Torhüter | Torhüter | Torhüter | Torhüter | Torhüter | Torhüter | Torhüter |
| Rang     | Spieler       | Nat        | Team          | SP       | MIN      | GT       | GTS      | SaT      | SGH      | SGH%     | SO       |
| -------- | ------------- | ---------- | ------------- | -------- | -------- | -------- | -------- | -------- | -------- | -------- | -------- |
| 1        | Oskar Östlund | Schweden   | Bregenzerwald | 9        | 542      | 24       | 2,66     | 317      | 293      | 92,43    | 0        |
| 2        | Robin Bauer   | Osterreich | Kapfenberg    | 6        | 296      | 18       | 3,65     | 216      | 198      | 91,67    | 0        |
| 3        | Simon Büsel   | Osterreich | Lustenau      | 7        | 378      | 20       | 3,17     | 231      | 211      | 91,34    | 0        |
| 4        | Bernhard Bock | Osterreich | Feldkirch     | 10       | 604      | 25       | 2,48     | 262      | 237      | 90,46    | 2        |
| 5        | Dominik Frank | Osterreich | Zell am See   | 10       | 586      | 38       | 3,89     | 367      | 329      | 89,65    | 1        |

Legende:
Feldspieler: SP = Spiele, T = Tore, A = Assists, PKT = Scorerpunkte, SM = Strafminuten, PPT = Powerplaytore, SHT = Unterzahltore, GWT = Spielentscheidende Tore, SOG = Schüsse aufs Tor, SG% = Schusseffizienz, FO = Face-Offs gewonnen und verloren, FO% = Face-Off-Effizienz
Torhüter: SP = Spiele, MIN = Spielminuten, GT = Gegentore, GTS = Gegentorschnitt, SaT = Schüsse aufs Tor, SGH = gehaltene Schüsse, SGH% = Fangquote, SO = Shutouts, S = Gewonnene Spiele, N = Niederlagen